# Abuta
Abuta, biljni rod iz porodice Menispermaceae kojemu pripada oko 30 vrsta u tropskoj Srednjoj i Južnoj Americi. Najčešće su puzavice, a rjeđe uspravni grmovi ili stabla. Kod indijanskih plemena kišnih šuma Južne Amerike izrađivao se otrov za strelice,kurare, iz vrste Abuta imene koja raste u Kolumbiji. Neke su vrste ljekovite, tako se korijen biljke Abuta rufescens korist kao lijek za bolesti urogenitalnog trakta.
Opisan je u Histoire des Plantes de la Guiane Françoise 1: 618, pl. 250. 1775.

## Vrste
1. Abuta acutifolia Miers
2. Abuta antioquiana Krukoff & Barneby
3. Abuta aristeguietae Kurkoff & Barneby
4. Abuta barbata Miers
5. Abuta brevifolia Krukoff & Moldenke
6. Abuta bullata Moldenke
7. Abuta candollei Triana & Planch.
8. Abuta chiapasensis Krukoff & Barneby
9. Abuta chocoensis Krukoff & Barneby
10. Abuta colombiana Moldenke
11. Abuta dwyeriana Krukoff & Barneby
12. Abuta fluminum Krukoff & Barneby
13. Abuta grandifolia (Mart.) Sandwith
14. Abuta grisebachii Triana & Planch.
15. Abuta imene (Mart.) Eichler
16. Abuta longa Krukoff & Barneby
17. Abuta mycetandra Krukoff & Barneby
18. Abuta obovata Diels
19. Abuta pahni (Mart.) Krukoff & Barneby
20. Abuta panamensis (Standl.) Krukoff & Barneby
21. Abuta panurensis Eichler
22. Abuta platyphylla Mart. ex Eichler
23. Abuta racemosa Triana & Planch.
24. Abuta rufescens Aubl.
25. Abuta sandwithiana Krukoff & Barneby
26. Abuta seemannii Triana & Planch.
27. Abuta selloana Eichler
28. Abuta solimoesensis Krukoff & Barneby
29. Abuta soukupii Moldenke
30. Abuta spicata (Thunb.) Triana & Planch.
31. Abuta steyermarkii (Standl.) Standl.
32. Abuta vaupesensis Krukoff & Barneby
33. Abuta velutina Gleason